# パワプロクンポケット14
『パワプロクンポケット14』（パワプロクンポケットじゅうよん）は、2011年12月1日にコナミデジタルエンタテインメント（KDE-J）から発売されたニンテンドーDS用のゲーム。パワプロクンポケットシリーズの中の一作。キャッチコピーは「今度のパワポケはド派手に進化!」。

## 概要
本編におけるパワプロクンポケットシリーズ第14作目。本作の表サクセスのリセット座談会では、表サクセスのストーリーが本作にて完結し、同シリーズの一段落にあたる作品でもある（2024年時点）。
今作の大きな特徴は魔球や魔打法などの必殺技が登場する新しい野球モード「必殺技野球」の追加、前作まで搭載されていた試合進行型育成モードのグッピーに変わる「トツゲキ甲子園」の登場、前作で収録されていなかったカード野球がシステムを変更して再登場したことである。
前作で追加された、選手がリアル頭身になる「リアル野球」、スクラッチで手軽に選手を育成できる「センシュクラッチ」、投球操作が簡単になった「ナゲルダケ」は引き続き搭載されている。
従来は表サクセスが高校野球編の作品のみ阪神甲子園球場公認となり、サクセスモード以外でも同球場を使用できたが、今作では追加モードの「トツゲキ甲子園」で使用されるため、シリーズで初めて表サクセスが高校野球編以外の作品で阪神甲子園球場が使用できるようになった。

## 主な新要素・変更点
野球モード
- 魔球や魔打法などの必殺技が使える必殺技野球が追加された。
  - 選手グラフィックはパワプロ野球限定。
  - 必殺技は投手と野手を合わせて30種類以上登場する。
  - 必殺技には炎や闇などの6つの属性が設定されており、それぞれの属性には相性がある。
  - 必殺技を使うには貯まったガッツゲージを消費する必要がある。
  - 今作の表サクセスでの野球の試合はこのモード限定。
  - サクセス以外のモードでも選択可能で、プロ野球の実在選手などでも必殺技を使える。
  - 通信対戦はできるが、Wi-Fi対戦は非対応である。
- 前作に収録されなかったカード野球がシステムを一新し、新モードとして再登場した。
  - 登場するカードは290種類以上。
  - 作成可能なデッキは最大7つまで作れる。そのうち1つは作成不可能な基本デッキである。
  - 今作の裏サクセスはこのモードで対決する。
  - 通信対戦対応で、自分の作ったデッキで対戦可能。また、今まで戦って勝ったことのある相手とCOM対戦することもできる。
- ミートカーソル設定のフルダケのカメラアングルが変更された。
- 投球操作の時の下画面に牽制する塁に対応したボタンが表示されるようになった。
- 下画面の走塁操作に全走者を停止させる全ランナーストップのボタンが追加され、スピードアップボタンが再び1つに戻された。
- 試合を二死満塁から遊べるイチゲキシステムが追加された。
- リアル野球が改良された。
  - ストライクゾーンがリアル野球に合わせた高さに変更され、前かがみになるようなことがなくなった。
  - クイックモーションが完全再現された。
- 選べる球場が2種類追加され14種類になった。
  - 追加された球場はパワポケ12以降から選べなくなった表サクセス・ペナント専用の球場である。
- パワプロシリーズで搭載されていた先攻・後攻および球場のランダム選択がパワポケシリーズに初めて導入された。

サクセス
- 表サクセス
  - 前作までオプション設定の打撃と投球設定はサクセス内で設定していたが、従来のゲーム開始時に設定するように変更された。
    - ゲーム開始時に設定するようになったため、お試し操作ができなくなった。

  - 経験値の1つである野手の素早さ、投手の変化球の名称が器用に変更され、投手・野手共に共通のものに変更された。
  - ウグイス設定ができなくなったが、ゲーム開始時の名前を判別して、予め名前の呼ばれるものと同じ名前である場合は自動的にウグイス設定されるようになった。
  - 試合開始前でもセーブ出来るようになった。
  - 前作ではオリジナル選手では選べなかったバットとグローブの種類が選べるようになった。
  - 小学生4年生以上で習う漢字や変わった読み方に読み仮名がつくようになった。
  - リセットが許される回数が10回に増え、ペナルティが緩くなった。
  - 負けた試合をもう1度やり直す方法が基本能力を下げることに変更された。
    - 野手の場合は耐エラーを2下げること、投手の場合はコントロールを10下げることでやり直せる。
    - 前作はクリア条件を満たした以降からの試合はやり直しできなかったが、今作ではクリア条件を満たした以降で特別戦の試合に負けた場合に限り、やり直すことが出来るようになった。
- センシュクラッチ
  - 前作で取得出来なかった超特殊能力が新たに追加された。
  - 通常より良い能力が出やすいレアカードが導入された。
  - 前作にはなかった歴代サクセスのイラストをモチーフにしたスクラッチの絵柄の種類が増えた。
  - スクラッチの名称が変更され、投手は「トウシュクラッチ」、野手は「ヤシュクラッチ」になった。

モード
- 追加モード
  - トツゲキ甲子園
    - グッピーに変わる新しい試合進行型育成モード。詳細はトツゲキ甲子園を参照。
- モード形式変更
- おもいで
  - アルバムモードがサクセス中に見たデモやキャラクターのプロフィールが見られるモードに変更された。
- サウンド
  - おもいでと同じ理由で、アルバムモード内に収録されていたサウンドが独立したモードに変更された。

ペナントモード
- 共通
  - コマンド画面の主人公のユニフォームが所属チームに対応するようになった。
  - ペナント、俺のペナント共にセーブファイルが1つのみになった。

選手データ
- 必殺技野球が追加されたため、使う属性が表示される属性表示が追加された。
- 選手アレンジに必殺技野球で使う属性を設定できる「必殺技」の項目が追加された。
  - 6つの属性および必殺技なしの7つにできる。
  - 設定し直すにはパワポケポイントが必要となる。

その他
- 選べるアレンジチームが18チームになった。
- Wi-Fiダウンロードのサクセスダウンロードの内容が札侍編で登場するカードのダウンロードに変更された。

## 収録ミニゲーム
今作のおまけモードで遊べるのは4種類（3種収録は『パワポケ6』以来だが、そのうち1種は隠しコマンドで遊べる）で、DSの『パワポケ』の中で最も少ない。『12』以降と同じく、表サクセス内で1度プレイすれば、おまけモードで遊べるようになる。『13』から出来るようになったプレイ中にスタートボタンを押すとゲームを一時中断できるポーズメニューも今作でも実行でき、おまけモードではさらにいつでもやめることが出来る。今作でも3Dポリゴンのあるミニゲームは収録されず、通信対戦対応のミニゲームも収録されなかった。
トントンベジタブる〜ん
BEMANIシリーズに類似した調理系リズムゲーム。赤いラインに野菜が来たらタイミングよくY・BもしくはX・Aボタンを押すか、対応した場所にタッチする。
タイミングよくラインに合わせて押せば「バッチリ」で高得点になり、タイミングが多少ずれても「普通」で得点がもらえる。逆に押せなかった場合は「バッド」で点数が下がってしまう。
曲が終わるまでに目標スコアを達成すればクリアとなる。難易度によって曲の内容や難しさなどが違う（サクセス中の難易度は普通）。
忍者じゃじゃじゃ！
横スクロースアクションゲーム。操作は十字キー左右で移動、Aボタンでジャンプ、ジャンプして天井に張り付いた状態で移動すると天井に乗って移動できる「天井走り」、壁に張り付いた状態でジャンプする「三角飛び」の4つを駆使して、制限時間内にゴールまで目指す。
ステージ内に小判と賽銭箱があり、これを取った状態でゴールすればボーナスとしてスコアが加算される。
ひたすらゴールまで目指して、決められたステージを全てクリアすれば成功。時間内にゴール出来なかった場合、1回でもトゲに当たったり穴に落ちたら失敗。
ステージ数は難易度によって違い、簡単では3ステージ、普通では4ステージ、難しいでは5ステージ、パワフルでは6ステージとなる。サクセス中での難易度は簡単（3ステージ）。また、難易度によって出される商品の種類とお金が変化する。
ちゃりんちゃりんでおつりんりん！
上画面に表示された商品と金額を見て、下画面でお釣りを渡すゲーム。
始める前に数秒の間に表示される出される商品の金額を覚え、購入される商品を見てから下画面でお釣りを出すお金をタッチしながらお客さんの手にお金を渡して正しいお釣りを出す。
商品の値段を忘れても数秒後に表示されるようになり、さらに数秒経つと購入される商品の合計金額が下画面に表示されるようになる。お釣りを出し過ぎると不正解となり、次のお客さんに続く。
時間制限があるため、急いでお釣りを渡さなければならない。お釣りを早く渡すほど、スコアや制限時間が増える。
内容はサクセス中とおまけモードが異なり、サクセス中では制限時間内に5人以上お釣りを渡せばクリアとなる。おまけモードではハイスコアを目指すエンドレスモードとなり、時間切れになるまで続く。
射的おみくじルーレット
上画面で左右移動する的を下画面からタイミングよく狙って射撃するゲーム。
左右に動くルーレットの的を狙って運勢を決めていくが、左右に動くルーレットの的は往復するたびに移動速度が上がる。撃つことが出来るチャンスは3回まで。
当てた色に応じてランクが増減し、的に当たらなかった場合はランクは1段階下がってしまう。
ルーレットの的はたまにほるひすと呪いの人形の的が出てくることがあり、ほるひすの的を当てると大吉のランクまで上がり良いアイテムがもらえるが、呪いの人形の的を当ててしまうと大凶のランクまで下がり、呪いの人形（すでに入手している場合は悪いアイテム）を手に入れてしまう。
おまけモードのメニューでは表示されないが、ミニゲーム選択画面で下画面の左下の隅をタッチし続けることで遊べる。
このミニゲームは表サクセス内だけでなく、裏サクセス内の特定の拠点のおみくじ屋に行ってもプレイ出来る。
以下は裏サクセスの札侍編でのみプレイ可能なおみくじ系のミニゲーム。内容は以下の通り。
- いずれもDSのパワポケで登場したものと全く同じである。
- 末吉以上でアイテムが貰える。結果が良いほど良いアイテムが貰えやすい。
- それぞれのミニゲームは指定された場所の拠点で開放している状態でうろつきのおみくじ屋へ行きお金を払えば遊べる。

射的おみくじ(8)
『パワポケ8』にあった射的おみくじ。的が上下左右動き回る。一部の効果音が変更されている。
おみくじコリントゲーム
『パワポケ9』にあったおみくじコリントゲーム。2パターンあったが今回はAパターンのみ。
射的おみくじ(10)
『パワポケ10』にあった射的おみくじ。真ん中のほるひす的が開くとBGMが変わる。
おみくじルーレット
『パワポケ11』にあったおみくじルーレット。
野球おみくじ
『パワポケ12』にあった野球おみくじ。
おみくじゲーム
『パワポケ13』にあったおみくじゲーム。ピンボール式でパワポケくんをUFOから飛ばす。

## 表サクセス 燃えろ！魔球リーグ編
今までのメインシリーズでは表サクセスは高校野球編→プロ野球編→アマチュア野球編の順番で繰り返されていたが、本作で完結が決定した事により、メインシリーズ初の少年野球を舞台（外伝を含めれば『パワポケダッシュ』以来）にしたサクセスである。当初はプロ野球編を制作予定だった事が本作のリセット会談で判明している。時間系列は前作（『13』）の開拓高校が夏の甲子園大会に優勝してから約1年半後が舞台。
今回のサクセスの期間は小学6年生の1年間だが、『パワポケ9』や『パワポケ12』のような1日刻みの進行ではなく、1コマンドで1ターン進行するターン制（四季の各季ごとに最大30ターンで、合計最大120ターン）。
今作のシステムとしてガッツゲージとストレスゲージと技シーンがある。
- ストレスゲージはイベントなどで増減され、これがストレスゲージが多いほど練習時での成功率が減少（ストレスゲージが2で成功率が1％ずつ減っていく）し、70以上になるとバーニング状態の発動がしやすくなる。バーニング状態になると貯まったゲージに応じて発動する期間が変化し、発動している間は練習時にもらえる経験値が2倍になり、練習の成功率が減少しにくくなるが、怪我する確率が2倍になってしまう（『パワポケ1』の血の気、『パワポケ2』のプレッシャー、『パワポケ9』のバンザイシステムに類似する）。発動中に1回でも怪我をしてしまうと、バーニング状態が解除されてしまう。
- ガッツゲージは試合の展開やイベントなどで増減され、これが一定以上溜まると野球の試合中に必殺技を出すことが出来る。属性の持った選手の場合はガッツゲージが高いほど必殺技が強力になり、最大で3段階まで上がる。属性を持たない選手の場合はガッツゲージがどんなに溜まっても、1段階しか使用できない。必殺技が発動するとゲージのメモリが1個分減少する。また、このガッツゲージはチーム共有になっているため、主人公以外の選手が発動するとガッツゲージが減ってしまう。
- 技シーン（バッシーン）は野球の試合で特定の場面の1打席で決められた勝利条件で勝負し、決められた勝利回数に達した時点で試合を勝ったことになる。勝負する回数は試合によって異なり、3回中2勝・5回中3勝・7回中4勝で決まる。また、守備側ではデッドボールやフォアボールをした時点でお題に関係なく負けになってしまう。このシステムは全国大会決勝戦までであり、全国大会決勝戦以降からは従来の全員操作での試合となる。

今作でも自動セーブはゲーム開始時のみ。ゲームオーバーになると最後にセーブした所からやり直しになる。今作では試合前にセーブできるようになっているので、セーブし忘れがしにくくなっている。
今作で『1』から続いてきた表サクセスのストーリーは完結とされている。これまでのパワプロクンポケットシリーズの正史の全貌が見えてくるシーンが多い。

### あらすじ
今から11年前のある日、そっくりな顔でメガネをかけた湯田と山田と落田の野球大好きな3人が夜の道を歩いていた。
帰り道の途中、道端に倒れている赤ん坊を抱き抱えていた主人公の母親を見つけ、母親が亡くなる寸前に赤ん坊を託される。
湯田と山田と落田は赤ん坊である主人公を育てることを決心し、立派な野球少年へ育て上げることになった。
そして、小学6年生になった主人公は少年野球のエクスリーグのフィンチーズという野球チームへ入ることになった。

#### クリア条件
前作と同様、ポイントごとに決められた条件を満す必要があるが、いずれも試合のみである。
- ポイント1「地区大会を優勝すること」
- ポイント2「全国大会を優勝すること」

試合結果以外のゲームオーバー条件が無いのは『パワポケ6』以来2度目である。

#### やり直し
今作では、やり直し条件は2つに分けられている。
- 地区大会、全国大会の試合に負けた（クリア条件を満たさない）場合。
- 特別戦（ある条件を満たす必要がある）に負けた場合。

練習試合と世界大会に負けた場合、やり直すことができない。世界大会で負けた場合は育成終了して選手登録に移行される。
やり直す場合、決められた基本能力（投手はコントロールを10、野手は耐エラーを2）を下げることで試合直前にもどることが出来る。やり直さない場合はゲームオーバーになり、最後にセーブした所からやり直しとなる。最大10回までやり直せるが、やり直し回数が多いほどペナルティが大きくなってしまう。10回目のやり直しでやり直せずにゲームオーバーになった場合はファイルが消され、最初からやり直しとなる。

### 登場人物

#### 主要人物
主人公
ある日突然、魔球が投げられるようになり注目され始めた小学6年生。11年前、母親から湯田、山田、落田のメガネ達に託され、育てられた。
人付き合いが苦手で友達がほとんどいなかったが、フィンチーズに入ってからは自分に自信がついたことで友達ができるようになり、同級生でチームメイトのヒカル、タロウ、ハンナ、リョウらと友情を深めていく。偏った知識と性格の3人のメガネに育てられた割には、大人に対しきっちり敬語を使うなどまともな子供に育っており、小学生にしては落ち着いた性格をしている。小さい頃から特殊な訓練を受けているため、身体能力は他の小学生と比べても段違いに高い。野手で始めた場合サクセス中盤まで投手を務めるため、変化球を二球種取得している。
本当の両親はすでに他界している。母親についてはリセット座談会によると過去作に彼女候補として登場した人物と推測されている。
湯田 浩一（ゆだ こういち）
主人公の父親の一人。パワポケ7で初登場。花丸高校出身で甲子園優勝経験者。ホッパーズの帽子を被っている。3人のメガネの中で一番若いが、元プロ野球選手ということもありリーダー的存在。母親代わりで家事や教育に専念している。
山田 平吉（やまだ へいきち）
主人公の父親の一人。『パワポケ4』で初登場。日の出高校出身で甲子園優勝経験者。ヘルメットを被っている。3人のメガネの中で一番まともだが、押しに弱い。3人中唯一働いており、現在はワギリ製作所の工場長となっている。ジャジメント日本支社の大神社長は高校時代の後輩。
落田 太二（おちた たいじ）
主人公の父親の一人。『パワポケ6』のしあわせ島編で初登場。軍人のような帽子を被っている。3人のメガネの中で一番フリーダムであり、非常識であり武闘派。特訓施設の開発に勤しんでいる。

#### ビクトリーフィンチーズ関係者
千条、上守、水口は最初からいる状態で、中杉は秋になると退団するが代わりに敵チームだった井石が移籍する形で入れ替わる。それ以外の人物はうろつきコマンドや会うコマンドを駆使してイベントを進めることで入部してもらえるが、進め方を間違えると入部できなくなる人物がいる。今作では勧誘コマンドはない。
千条 光（せんじょう ひかる）
ゲーム開始直後に転校してくる青髪の少年でしっかりした性格。主人公と同じクラスで愛称は「ヒカル」。本作における相棒役。ポジションは投手。
野球経験があり、後にフィンチーズに入団。主人公と魔球の特訓もするが、その特訓内容自体はマンガじみたものでどこかおかしな思考をしている。
見た目は普通の少年だが、実は少女。しかもその正体はTXシリーズのリーダー、TXQ0006こと「TXクイーン」である（『12』で名前とプロフィールのみ登場したクイーンは暗殺されている為、彼女自身は二代目）。しかし、胸に仲間と通信できる装置がある事以外は普通の人間に過ぎない。
彼女とイベントを進めていく事でトゥルーエンドへのルートが開けるが、彼女候補ではない（アルバムはある）。
上守 阪奈（かみもり はんな）
詳細は彼女候補の項を参照。
水口 太郎（みずぐち たろう）
フィンチーズのチームメイト。愛称は「タロウ」。主人公と同い年の少年。ポジションは外野手。
バッティングセンターに頻繁に通っているが、「普通」ということで写真を飾られていない。しかし主人公、光、ハンナ、井石といった曲者揃いの仲間たちにも気兼ねなく意見できる存在であり、地味だが引っ張りには強い優秀な人材。
中杉 雅史（なかすぎ まさし）
フィンチーズのキャプテン。中学2年生。ポジションは捕手。
真面目な性格で実力も高く、チームメイトや監督からも信頼されている。後に渡米しホワイトファルコンズに入団しスタメン入りする。
生瀬 健（なませ たける）
チームに誘える一人。愛称は「タケル」。まるなまスーパーの御曹司。ポジションは二塁手。
強豪チームのマシンガンズに所属していたが、スーパーで出会った主人公に興味を抱きフィンチーズに移籍する。
宇都向 椋夫（うつむき むきお）
チームに誘える一人。愛称は「ムキオ」。去年まで太郎と同じベースリーグのチームだった。ポジションは三塁手。
とぎれとぎれの口調で話す。母親が魔球を投げられない息子のために、毎日家事に支障をきたすほどのお祈りをしている。
具志堅 修太（ぐしけん しゅうた）
チームに誘える一人。愛称は「グシ」。阪奈と同じ小学校に通う。ポジションは三塁手。
主人公の魔球を間近で見るためグラウンドに乱入する。アニメ「野球英雄伝説」の大ファン。
世納 香紀（せのう こうき）
チームに誘える一人。愛称は「コウキ」。父親の友人らと野球をした経験があるが、本来の野球のやり方を誤認している面があり若干逸れている。ポジションは外野手。父親は『パワポケ9』に登場した世納香太。
新田 忠志（にった ただし）
フィンチーズの監督。どこにでもいるごく普通の野球関係者。魔球騒動の後に監督を辞める。
外藤 侠二（がいとう きょうじ）
『パワポケ1』で初登場で、『パワポケ3』以来の登場。極亜久高校出身。47歳。逃げ出した新田監督の穴埋めとして指名され、フィンチーズの監督になる。魔球を投げたという主人公に対して親切に接する、生瀬ヤスシの孫への過保護な行為を窘めるなど、相変わらず好人物。
リセット座談会、及びトツゲキ甲子園では極亜久高校時代のユニホーム着で登場（ただし、ユニホーム自体はパワプロ5のものである。トツゲキで出てくる平山自身も同じユニホームを着ている）。

#### ライバル

##### 同地区

###### ビビリーズ
安心 望（あんしん のぞむ）
ビビリーズのキャプテンでエース。いつもオドオドしている。自信もなさそうだが野球は大好きである。

###### 男ホームランズ
南 健（みなみ つよし）
男ホームランズのキャプテンで4番。世界で初めて魔球を投げられた少年。ポジションは三塁手。言動が何かと暑苦しい。

###### スキヤキッズ
鍋田 大輔（なべた だいすけ）
スキヤキッズのキャプテンでエース。自分の名字である鍋は大嫌い。

###### フルスロットルズ
井石 遼（いせき りょう）
フルスロットルズに所属。必殺技に目覚めた3人目の少年。強気な性格でかなりのバカだが実力は高い。後にフィンチーズに入団し、他の仲間たちと同様に「リョウ」と名前で呼ばれるようになり、徐々に友情を深めていく。必殺技は水属性。ポジションは主人公が投手の場合は捕手、主人公が野手の場合は投手になる。
彼の移籍にはブラスジョーカーズの親会社と彼の両親が絡んでおり、また移籍後に暴漢に怪我を負いスランプに陥るが、主人公に諭され再びやる気を取り戻す。

##### 全国大会

###### SGKGK＋
合弁 明夫（ごうべん あきお）
SGKGK＋のキャプテンでエース。『パワポケ10』のスクール学園高校学院とはまた別のリアルな顔をしている。

###### ガンバーズ
虎造（とらぞう）
ガンバーズの監督。『ダッシュ』で登場した主人公の育ての親。『ダッシュ』で野球ボール姿だったが、野球仙人に特別に復活させてもらい人間に戻った。本名は「虎造」だが、プロフィールと攻略本で「おやじ」と表記されるのは『ダッシュ』主人公の育ての親という事情から。

###### ブラスジョーカーズ
黒羽 九郎（くろば くろう）
ブラスジョーカーズのキャプテンでエース。父はマフィアのボス。ルールは破らないがルールの範囲内ならどんな汚い作戦でも使ってくる。必殺技は闇属性。

##### 世界大会

###### 東方全勝
チャーハン
東方全勝のキャプテンでエース。食欲旺盛でプロフィールのよるとかなり太っているとのこと。必殺技は炎属性。

###### コサックベアーズ
ルーコ・ヴィッツア
コサックベアーズのキャプテンでエース。青い帽子をかぶっている。必殺技は地属性。

###### ホワイトファルコンズ
デリック・マクダニエル
ホワイトファルコンズのキャプテンでエース。本作の主人公のライバル。世界で2番目に魔球を投げた金髪少年で世界で最初に魔球を投げた主人公をライバル視している。主人公より年上で中学生だが、自信満々な性格で言動は子供っぽい。しかし野球の実力は本物で将来はプロ入りが確実視されている。気合を入れると髪が逆立つ。必殺技は光属性。

###### ブラックホールズ
野球漫画の登場人物（名前はすべて現実の野球漫画の登場人物を捩ったもの）だけで構成されたフィクションのチーム。カタストロフによって生じたホールから現れた。本作のラスボスチームであり、歴代屈指の総合力を誇る。全員が必殺技を持ち、終盤になると必殺技を多用する。

#### 彼女候補
上守 阪奈（かみもり はんな）
フィンチーズのチームメイト。愛称は「ハンナ」。主人公と同い年の少女。男勝りな性格で一人称は「オレ」。逆立った髪をしている。ポジションは一塁手。井石投手でがケガで離脱すると、投手に回ることがある。
突然魔球が使えるようになった主人公を罵倒するも、憧れるようになり、魔球を習得したがっているが上手くいっていない。叔父である犬井灰根と同居している。
その正体は「反エントロピー」という、本来増大するだけのエントロピーを収束させる（端的に言えばエネルギーを無限に取り出せる）力を持つ超能力者で、旧ジャジメントの人造超能力者量産計画の中で生まれたアンドロイドで世界に4人しかいないSランク超能力者の一人で最強の超能力者ピースメーカー。ジオットが当初カタストロフに利用する予定であり、計画が変更されるまでは未来において世界人口の半分を死滅させるはずの存在だった。ピースメーカーという名前自体ならパワポケ11からすでに登場している。
赤子の頃、力が暴走し研究所を3つもマグマに沈めてしまったことがきっかけで封印されることになったが、それを憐れんだ上守甲斐により能力を封印する腕輪をつけられ、引き取られ娘として育てられた（犬井が叔父、赤炎・青炎は従姉妹ということになっており、家族のように過ごしていた）。甲斐の死後は犬井に引き取られ常に彼の庇護のもと生活していた。しかし、その力を狙う人間が後を絶たず、12で激闘の末甲斐を倒した相手である白瀬とその協力者に護衛されることになる。
七辻 姫子（ななつじ ひめこ）
レストラン「ブランネージュ」でバイトしている男勝りな女子高生。看板を壊してしまった主人公と出会い、以後仲良くなる。
バッティングセンター通いが趣味で、店長とも旧知の仲。
大島 響子（おおしま きょうこ）
主人公の隣のクラスの女の子。眉毛が太く、目が大きい事から顔は若干不細工だが、目の下の頬は常に赤らめている。夢見がちな性格で心は乙女チック。いわゆる、ぶさ可愛い女の子。声をかけてきた主人公を一方的に惚れ込み、露骨なアプローチをかけてくる。
ハナ
本作における犬。河川敷の橋の下にいつの間にか住み着いた犬で、首輪もついているが飼い主はいない野良犬である。クラスメイトからは「ハナクソ」とひどアダ名を付けられるが、つぐみが世話をしている。
夏目 准（なつめ じゅん）
『パワポケ9』で初登場。NOZAKIグローバルシステムの元社長秘書。『9』では攻略不可能だったが本作で遂に彼女候補になった（ただし、厳密には「彼女」ではない）。
ある理由で秘書を辞め、川原で出会った主人公と交流を深めていくなかでスパイクのデザインに興味を示す。
天月 紗矢香（あまつき さやか）
『パワポケ10』で登場した天月五十鈴の娘。主人公と同じ学校に通う小学3年生。
自身の力と世界の異変に気づき、ひょんなことで出会った主人公から練習試合の観戦を誘われ、その試合で起こった魔球騒動をきっかけに主人公を「自分とともに戦ってくれる人」と確信する。エンディングは4種類存在し、グッド、トゥルールートでは終盤、多数のマイナス特殊能力を抱えて最終戦に挑まなければならない。

#### ジャジメント関係者
ジオット・セヴェルス
『12』から登場したジャジメント3代目会長。本作では「カタストロフ」という計画のために部下共々暗躍する。この事から本作最終ボス的存在。
彼の計画するカタストロフとは旧作で6人組やサブロー博士が止めようとしていたもの（エネルギー危機から起きる大戦争による人類の滅亡）とは全く違うものであり、具現化（人の空想や願いが形となる現象）を促進させる機械「ドリームマシン」を使って、人類のあらゆる空想が実現する世界を作り出し現実とフィクションの境界を消しさるという恐るべき計画である。
これといって射撃や武術の心得はないが、マゼンタによって倒されたヒーローの一員であるブルーの変身スーツを改造したものを着用しており、それにより人並みに戦うことができるようになった。「人や物には役割に応じた名前が必要」をポリシーとしており、部下のコードネームをそれぞれ決めている。
なお、裏でも彼自身が登場。
ウ・ホンフー
ジオットの腹心で、コピー能力を持つ超能力者。前作『パワポケ13』から引き続き登場。マスコミに追われた主人公を助けたのち度々現れ魔球に関するアドバイスをする。ジオットの計画の進行には協力しているが、想像以上の被害をもたらす可能性があるにもかかわらず全くジオットが意に介さないことに危機感を抱いている。犬井を除けば世界最強の実力者。コードネームはバッドエンドでジャジメント内ではナンバー3。
ゲーム2周目以降は彼を選ぶことが出来、ミーナを伝い大神から連絡を受け主人公の前に現れる。
過去に恋人を失っており、彼女を生き返らせるために「時を戻す能力」を渇望して超能力者を増やし続けていたが実現に至らず苦悩している。また「生き疲れた」同士である和那とは敵でありながら不思議と息が合い、彼女の活動に勝手に協力したり、意気消沈気味な彼女を発奮させようとしたりする。
リセット座談会ではハームレスと共に司会を担当。
マーカス
ジオットの最も古い部下。常に深く帽子を被り、ごろつきのような喋り方をする謎めいた男。ジャジメントに入る前からジオットの部下であり、彼の部下たちが徐々に苦悩したり考えを変えたりする中、エアレイドと共に一貫して彼に絶対の忠義を誓う。取り立てて優れた能力があるわけではないが、ジオットは彼を信頼しており、命令を確実に実行することに長ける。
ジナイダ
ジオットの部下である戦闘用サイボーグ。前作『パワポケ13』から引き続き登場。ジャジメント内ではナンバー7。ボディの材質は和那の槍や犬井の刀と同じ重金属でできており、人力ではまずダメージをほとんど受け付けない。さらにジナイダ自身はプログラムが本体であり、本体を破壊されても腕等のパーツが無事ならそのパーツを体として活動可能。和那との一騎討ちでは優勢に立ったが、浜野の介入により本体を破壊され、和那によって腕のバーニアを全て破壊されて敗北する。前作では木村庄之助（ミスターK）、及びその娘である木村冴花の護衛を任されており、その一件からか、無闇に敵の命を奪うような事を好んでおらず、また黒羽とその家族の間を平気で引き裂くルチアの行為には疑問を投げ掛けていた。
エアレイド
ジオットの「見えない護衛」。『12』、『13』ではセリフと名前のみの登場だった。空気を自在に操る力を持ち、肺の中の酸素を変化させ人間を体内から爆発させるなどの戦い方ができる。その正体は太古の昔に人間の憎悪や怒りが具現化した復讐を代行する悪霊であり、復讐を望む者が自らの最も大切な人間を生贄に捧げることでこの世に降臨する。ジオットは妻を生贄にして召喚した。人格は生贄のものを受け継ぎ、本来は復讐が終わった後召喚者を殺すことで生贄にとっての復讐も果たすが、ジオットの妻は自分の運命を受け入れていたためジオットを殺すことなく留まり、彼に心酔し深い愛情を抱くようになる。エアレイドとは後にジオットから与えられた名で、本名はイズベルガ。
カタストロフによって人間となりジオットと結ばれることが夢。ジャジメント内ではナンバー2。「4」の悪魔。『12』のデウエス同様、他のパワポケキャラにはない口がある。リセット座談会によると、『11』における魔人のランプの送り主は彼女であり、具現化について紫杏に説明する為という理由で狩村宛に送ったとの事。しかし、11主人公がランプを受け取ってしまった。
マゼンタ
ジオット直属の部下である全身に包帯を巻いた人物で、第四世代サイボーグ最強の戦闘力を持つ（第三世代最強の犬井には劣るとされる）。クリスマスソングの不気味な替え歌を歌いながら登場するが、本人はクリスマスを嫌悪している。口調は「ボク」だが、性別は女性。戦闘においては具現化により生まれたありえない機械「ガジェット」を使用した攻撃「センノヤイバ」により、分子結合を切断することで霊体以外のあらゆる物体を瞬時に分子分解させる（その様子は標的が霧に変わったように見える）。あくまでもこのガジェットは具現化の産物であるため、たとえ複製しても同じ機能を持たせることはできず、ホンフーの超能力でもコピー不能である。さらに、レーザーなどの高熱による攻撃を無効化する「蒸発装甲」を包帯の下に纏っており、防御面でもほぼ盤石の性能を誇っている。直接戦闘の際は2本のナタ状大剣とロボットアームを用いた四刀流で戦う。この四刀流は数々のシミュレーションを経て完成されたプログラムにより自律作動する「最強の武術」であり、センノヤイバが無くともトップクラスの戦闘力を持つ。ジャジメント内ではナンバー5で、ホンフーをライバル視している。
本名はコウシ・マカイヴァ。旧ジャジメントの人間でありルッカの部下である女性だったが、彼女の秘密の取引を目撃したことで口封じのために銃撃され死にかけたところをジオットに救われる。その経緯もあり、特にルッカには異常なまでの憎しみを抱く。
ルチア
ジャジメントグループが南の島で見つけ出した最強の具現化能力者。自身を「虫の神ガガブブに仕える神官」と思い込んでおり、具現化によってその力を引き出して使うことができる。笑い方は「ケケケ」。
心を操る術を持ち、対象の心の中の感情や性質を覗き見たり、増幅させることが出来る。これにより心のバランスを崩すことで、対象の性格をねじ曲げて崩してしまうことができる。意図的に猜疑心や攻撃性を高めることで自滅や同士討ちを誘ったりする他、時間をかければ対象の性格をよりルチアにとって都合の良いモノに変えることも可能。これにより人喰いゴキブリやドラコといった生物兵器を自在に操っている。ただし、最初からバランスが傾ききっている人間に対しては武器として使っても効果が薄い。ジャジメント内ではナンバー8。
ハームレス
『パワポケ13』に登場した雨崎千羽矢のクローンで、無限の再生能力を持つ怪物。容姿は千羽矢とほぼ瓜二つだが、千羽矢の目の色が青いのに対し彼女の目の色は赤い。6人目のジオット直属の部下であり、新人ながらもその実力をジオットに買われた。自由自在に身体を変形させることができ、脳や心臓を失っても回復できるという驚異の再生力を持つ。よっていかなる攻撃も彼女にとっては「無害」であり、それが彼女のコードネームの由来となっている。しかし身体を再生できるとはいえ、再生する度に細胞が少しずつ減っていくという弱点がある。戦力は長い射程と切れ味を誇る触手。科学的に説明できない理由でオリジナルの千羽矢の記憶が蘇ってくることに苦しんでおり、度々ルチアによる「治療」を受けている。ジオット着任後に入った為、ランキング対象外。リセット座談会ではホンフーと共に司会を担当。
大神 博之（おおがみ ひろゆき）
『4』から登場したジャジメントグループ日本支社長で元プロ野球選手。父・美智男譲りの経営手腕はジオットも認めているが、グループ内では彼と敵対する立場にあり、ホンフーや反ジャジメント活動を行う武内ミーナとも交流がある。
犬井 灰根（いぬい はいね）
『11』で初登場した博之の護衛でジャジメント日本専務を務める、ジャジメント最強にして世界最強のアンドロイド。今作では甲斐の忘れ形見とも言える上守阪奈の叔父（血の繋がりはない）としても登場し、世界を混沌に飲み込もうとするジオットを止めるため、居城であるジャジメントタワービルへ単身乗り込む。開発されたとき偶然にも霊能力に目覚めており、刀に仕込まれた呪禁道（古代の呪術の一種）により、人間だろうと具現化だろうと、斬った相手を呪いで殺す事ができる。
洗谷（あらたに）
『13』に登場した犬井の腹心で、天候を操作する超能力を持つジャジメント日本の工作部隊長。ジャジメント内ではナンバー4でコードネームはストームレイン。ジオットを倒すため犬井と共に反乱を起こし、サハラ砂漠でホンフーと対峙する。
グントラム
先祖返りをする人体実験の中で偶然誕生した、無限の再生能力を持つ狼男。コードネームはウルフェンで、ジャジメント内では元ナンバー9だった。その再生能力は非常に強力で、頭が吹き飛んでもすぐに生え、「裏技」として自爆しても安全な場所に細胞を隠しておけばそこから復活が可能。
ジャジメントを離反してアメリカ軍に所属している。ジャジメントを倒すため、ヒーローをはじめ反ジャジメントの人々と手を組む。
勝利のためなら子供でも戦場に駆り出すが、部下思いの上官でもある。部下の兵士は『6』で登場したBB団の兵士の模様だが服装が違う。
彼は元々『パワポケ12』、『13』の裏サクセスに登場していたキャラクターで、表サクセスに逆輸入される形となった。『13』で登場していた雨崎千羽矢には彼の再生能力遺伝子が使われている。またドラコの内の一体に、同様に彼の遺伝子を持つレッドタイラントという個体が存在している。

#### その他登場人物
武内 ミーナ（たけうち）
『パワポケ10』から登場し続けているフリーの記者で、魔球を投げた主人公と接触する。ジャジメントに批判的な記事を書くため大手出版社からは敬遠される存在。ヒーローや大神など、ジオットをよく思わない人々と上手く付き合っている。
なお、リセット座談会によると元々は彼女候補にさせるシナリオもあったらしく、また本作のシナリオはプロ野球編にさせるつもりだったらしい（バッドエンドではルチアの能力で11で登場した妹と共に破滅させる予定だった）。
茨木 和那（いばらき かずな）
『パワポケ10』以降登場する超能力者で、ダークスピアの異名を持つ戦闘の達人。ミーナの護衛として主人公と出会い、普通の選手でいたければ魔球を使うなと忠告する。「12」のアルバムで好きだった人と再会したが、現在は不仲になっている。今回は「大江」ではなく旧姓となっている。
芹沢 真央（せりざわ まお）/ブラック
ヒーローのリーダーを務める女性。『パワポケ7』に登場したポケレンジャーのメンバー。ヒーローとしての能力は自身を透明にすること。その様々な活動は世界中で高く評価されている（ただし都市伝説として）。ジオットの進める計画の情報を掴み、仲間やミーナと協力してジャジメントを探っている。
彼氏と喧嘩中であり、幸せな生活を送るピンクを和那と一緒におちょくるのが最近の趣味。
桃井 百花（ももい ももか）/ピンク
『パワポケ7』に登場したヒーローの一員である小心者の女性でポケレンジャーの一人。ずば抜けた聴覚・視覚とそれらを活かした探知能力を持つ。
共にヒーローの活動を行う彼氏（普通の人間）がおり、体内に取り込むことで戦闘能力が格段に上昇する。彼氏との仲は円満であり、嫉妬したブラックによく悪戯される。
浜野 朱里（はまの あかり）
旧ジャジメントに作り出され、和那と共に離反してヒーローに所属していたアンドロイド（ガイノイド）。『パワポケ10』で初登場。ある一件を機にヒーローとしての記憶を全て消し、一般人として生活し結婚も控えている。
スーパーで働いているところを主人公や和那と出会い、様々な出来事に巻き込まれるうちに過去の記憶が徐々に覚醒していく。
レッド
ポケレンジャーのリーダー。『7』以降長らく姿を消していたが、現在は遠前町のブギウギ商店街に佇んでいる。
かつて商店街のチームで野球をしていたらしく、商店街に対し強い思い入れを抱いている。「10年前…たしかに俺たちは勝った。」と語るなど、『9』の主人公を想起させる点が多いことから、同一人物とされることが多い。
当初は「正義の味方」が勝っても結局は商店街が廃れてしまったことに、現実におけるヒーローの無力を嘆いていた。しかし、かつての仲間が今なお渦中にある事を主人公に伝えられると、もう一度ヒーローとして戦う道を選ぶことになる。
ルッカ
『パワポケ9』より登場し続けている、旧ジャジメントのナンバー2。もはやすっかりただのテロリストとなっており、本作では超能力者ピースメーカーを狙って行動を起こすが失敗し犬井に一網打尽にされ、ヤケを起こしてルッカの敵であることを知らずにマゼンタと手を組む。前作でジナイダによってプログラムをハッキングされており、相手に対して敵意を抱くと所々でクシャミをしてしまうようプログラムを書き換えられている。
白瀬 芙喜子（しらせ ふきこ）
オオガミによって作り出されたアンドロイド（ガイノイド）で、開発に携わった坂田博士の「最高傑作」とされる女性。『パワポケ8』で初登場。一人で反ジャジメント活動を行っていたが、既に耐用年数を超えて寿命が限界に近付いており、自分の生まれた街である本作の舞台に戻ってきたところを犬井に頼まれ、阪奈の護衛を務めることになる。
渦木 淳二（うずき じゅんじ）
『パワポケ12』に登場した有能な刑事。ツナミ（当時）の幹部であり重要なプログラムであるデウエス破壊に関わったことで南の島に左遷されていたが、戦友である白瀬の呼びかけに応じ阪奈の護衛を務めることになる。腕はサイボーグ化された義手であり、射撃の達人。
既婚者ではあるが妻とは不仲であり、また密かに白瀬に想いを寄せている。
中村 卓（なかむら すぐる）
『パワポケ13』では道場破り・魔多羅闇之丞として登場した凄腕の剣士。道場破りをすでにやめており、「ラブブレイカー」と名乗って世界中の幸せなカップルを不幸にさせているらしい。義兄である渦木の頼みで阪奈の護衛を務める。阪奈と遊ぼうということになったときに手本引きを提案するなど相当な変人だが、最強クラスのサイボーグであるマゼンタの攻撃の半分を木刀で凌ぐなど、実力は達人の域。
息子がいるが、弟子の加山に預けてきている。
TX-110（システム）
『パワポケ11』に登場したジャジメント製の重戦闘ロボット。すでに旧型であり、リーダーであるTXクイーンに率いられてジャジメントから逃走し、現在は暗殺された先代に代わって自分達を率いている二代目クイーンこと、ヒカルの元で活動している。
ジャジメント側では改良型が造られており、それらはJX-122「ジェノサイド」と呼ばれる（元々は「オーディン」という名だったが、ジオットの提案によって改められた）。
坂田博士（さかたはかせ）
旧オオガミの時代からアンドロイド開発の責任者を務めていた天才科学者。白瀬の製作者であり、少なくとも合併前のオオガミで製造されたほとんどのアンドロイドの開発に関わっていると思われる。『13』でも彼と思われる名前が出ている。自身の「作品」である白瀬とはいろいろあったが現在では和解し、ジャジメント離反後は彼女に守られている。
その胸中には「老い」への極度の恐れがあり、反応速度を上げるためアンドロイドが感情から涙を流さないようにし、さらに老いることなく短い寿命の中で最期まで人生の輝かしい時代を生きることのできるアンドロイドたちを人間のあるべき姿としての羨ましさから寿命を短くするなど、倫理観が破綻している狂人。
野崎 維織（のざき いおり）
NOZAKIグローバルシステムの社長。『パワポケ9』で初登場。部下の多くをジオットの配下たちによって殺されているが、平静を保とうとしている。
川田 由良里（かわた ゆらり）
NOZAKIグローバルシステムの社長秘書。『パワポケ13』から登場。維織の腹違いの妹。
霧生 夏菜（きりゅう かな）
かつて「ブランネージュ」で働いていた女性。『パワポケ9』で初登場。城田に料理の修行を受けていた時期もあったが世界中へ旅に出ており、久々に帰国する。
安藤 良一（あんどう りょういち）
以前は「ブランネージュ」でウェイターをしていたが、時を経て店長にまで上り詰めた青年。『パワポケ9』から登場。夏菜に想いを寄せていた節がある。
天月 五十鈴（あまつき いすず）
『パワポケ10』に登場した紗矢香の母親。かつて自分が持っていた超能力がそのまま娘に遺伝したため、何かと娘を気にかけている。
夫は現役のプロ野球選手らしい。
浅井 漣（あさい れん）
『パワポケ12』から登場したワギリ製作所の従業員。五十鈴とは友人であり、紗矢香から「レンおねーさま」と慕われている。
紗矢香の超能力を把握している模様。
シズヤ
紗矢香の家の近所に引っ越してきた、神秘的な雰囲気の主婦。
『パワポケ11』に登場したシズヤと同じ容姿であるが、知識を共有した別人。
凡田 大介（ぼんだ だいすけ）
『パワポケ2』で初登場したメガネ一族の長男。周囲の友人がいなくなっていくことに寂しさを感じている。
主人公の親がメガネたちと知り、父親は亀田か具田ではないかと心配していた。
荒井三兄弟（あらいさんきょうだい）
『1』から登場し続けている金男・銀次・晴夫の三人兄弟。極亜久高校出身。
例によって主人公と関わり、自宅で三人のメガネと対峙し謎の合戦を繰り広げる。最後は自分探しの旅に出た。
アルベルト・安生・アズナブル（あんじょう）
『1』から登場し続ける謎の外国人。極亜久高校の元英語教師。
いつものようにグラウンドへ現れ、外藤と三十年ぶりの再会を果たす。登場の度に骨折を繰り返していたが、後に遂に回復を果たす。しかし、今度は逆にメンタル面で骨折するようになってしまった。
表サクセス唯一の皆勤賞。

## 裏サクセス 札侍編
江戸時代が舞台で服装や景観は和風。今までの裏サクセスはRPG主体のものであったが、今作ではシステムが大きく変わってカードゲームとなる。

### ゲームシステム
今作では『パワポケダッシュ』にあったカード野球をベースにシステムを大幅に変更し、別物になったカード野球でプレイしていく。
今回のストーリーは3章構成になっており、1章と2章はボスを倒せばその章はクリア。3章からは天狗党によって支配された日本の各地域を全て開放してラスボスを倒せばクリアとなる。
カード野球の真剣勝負に負けるとゲームオーバーになり、最後にセーブした所からやり直しになるが、今作ではペナルティは緩くなっている。1章と2章ではどんなにゲームオーバーになってもペナルティはなく、3章では50両〜500両（やり直した回数が多いほど増える）減らされるだけで済む。
1章と2章ではボスを倒すまでは時間が進まず無期限であるが、3章からは期限制で、1000日まで行動できる。期限が過ぎるとゲームオーバーになるが、今まで集めたカードや野球人形パーツや所持金などを持ち越し、3章のスタート時からやり直すことが出来る。
前作にあったダウンロード機能が引き続き搭載されており、今作ではカード野球で使用するカードをダウンロードして入手するもので、ダウンロードすることでそのカードがゲーム中に条件なしですぐに使えるようになる。

#### カード野球
今作の裏サクセスでのシステムであり、カードを使って野球の試合をする。

##### ルール
カード野球での試合は9回までであり、延長戦はなし。
お互いのデッキは40枚〜60枚で構築したデッキを使用する。ゲーム開始時に山札の上から6枚を引き、使用しないカードを山札に戻してシャッフルして戻した分だけ手札に加える。
先攻後攻はゲーム開始時にサイコロで決められ、先攻では攻撃側、後攻では守備側から始める。
攻撃側は先に選択してヒットにできそうな攻撃カードを選択し、守備側は攻撃カードに応じて守備カードを選択してアウトにさせるようにする。
カードの勝敗は守備側で出せる守備カードがない場合は攻撃側の勝ちで、結果に応じてヒットやホームランなどが発揮する。守備カードが出せる場合は守備側の勝ちで、アウトにさせて攻守交代する（カードの効果によってはアウトにならない場合がある）。実際の野球とは異なり、守備カードによりアウトを取る時点でチェンジとなる（1アウトチェンジ制）。
これを繰り返して、9回終了までに点数多い方が勝ちとなる。
点数が入ると山札から1枚引くことが出来、攻撃カードが出ればさらに攻撃することが出来る。守備側では点数が入れられた場合のみ、手札のカードを全部捨て札に移動して、山札の上から6枚引くことができる。また、点数が入れられると出していたサポートカードが1枚捨て札に移動してしまう。

##### 試合終了
9回終了した時点で点数が多いほうが勝者となる。同点の場合は山札の残り枚数が少ないほうが勝者となる。山札がお互い同じ場合は引き分けとなる。表裏に関係なく、攻撃側が5点以上リードを取った時点、または山札や手札が無い状態でビハインドの場合は試合終了。
プレーヤーの操作時のみ、試合中にスタートボタンを押し、試合放棄を選択できる（試合放棄したプレーヤーが負け）。

##### カード
カードは攻撃カード、必殺攻撃カード、守備カード、必殺守備カード、サポートカードの5種類がある。登場するカードは全部で290種類以上。
- 攻撃カードはヒットやホームラン、手札を1枚捨てさせるなどの様々な攻撃の効果のあるカードである。
- 守備カードは攻撃カードに出された守備と同じ場所を出せば、アウトにできる。カードの中にはファウルにするカードもある。
- 必殺カードは、攻撃や守備のカードを1枚捨てないと発動しない強力なカードである。
- サポートカードは場に出すことで追加効果が発揮するカードである。場に出せるのは最大3枚までで、3枚場に出している状態で別のサポートカードを場に出すと古い順から捨て札に移動される。また、相手が点数を取られると1枚捨て札に移動される。

モードセレクトの札侍編のメニュー内の「通信」のカード交換を選択して使用するセーブデータを選べば、通信して友達同士でカードの交換のやり取りが出来る。
カードの入手方法は街の買い物で購入できる他、おまけモードのWi-Fi DLのサクセスダウンロードでカードをダウンロードすることで入手可能。

##### デッキ
1つのデッキに40枚〜60枚までのカードを入れることが出来、自分の好きなデッキを作成できる。
入れられる枚数は攻撃カードと守備カードなどの5種類は入れられる範囲内であれば何枚でも入れられるが、同じ種類のカードは3枚までしか入れられない。
デッキ作成はサクセス内だけでなく、モードセレクトの札侍編のメニュー内の「デッキ」を選択して使用するセーブデータを選べば、同じようにデッキ作成が出来る。

##### 対戦
対戦はサクセス内に加え、モードセレクトの札侍編のメニュー内の「COM対戦」と「通信対戦」が選べるが、Wi-Fi対戦はできない。
- COM対戦ではサクセス内で戦って勝ったことのある相手と勝負できる。純粋な対戦なので、勝ってもご褒美はなく、負けてもペナルティを受けることはない。
- 通信対戦ではお互い作成したデッキを使って対戦することが出来る。こちらも、勝ってもご褒美はない。

いずれも対戦する時はサクセス内のセーブデータを使用する。

#### 選手作成
選手作成は『パワポケ13』をベースにしており、集めたパーツを選手工房に移してパーツを組み立てて選手をつくる。なお、前作と同様に選手工房のモードはないので、ファイル内に統一されてはいない。
パーツは頭・手・胴体・足の4つの体パーツに分けられている。『パワポケ13』と同じく、手・足は左右に分けていないため、自由に装着できることで完成しやすいが、手・足を完成するにはそれぞれ2つずつないと装着しなければならない。
今作では、3章から選手作成が出来るようになり、1000日終わるまでいつでも選手を何人でも作成できる。1000日終了するか3章をクリアした場合は、今まで集めたパーツを持ち越して3章の最初からやり直すことが出来るため、実質3章からは永遠に選手作成が出来る。
- パーツは投手用と野手用の2種類があり、それぞれのパーツの能力値を合計して選手の能力が決定される。
- 能力パーツのほかに特殊能力のパーツがある。特殊能力は投手用と野手用と共通の3種類に分けられ、各体パーツにある□の空は特殊能力を装備できるものになっており、□がある分だけ特殊能力を装着させることができる。特殊能力の□の空はランダムで幸運などに関係なく変化はしない。
- □以外に（?）の種類があり、これは選手を完成した後にランダムで特殊能力が装着されるが、マイナス特殊能力が装着される可能性もある。
- 今作でのパーツは店で購入するがイベントでしか入手できないため、以前と比べてパーツ集めはしにくい。また、能力値の確認ができず、入手して確認しないと能力値が分からない。そのため、今作の店での購入は、能力値に関係なく各パーツの値段は統一されており、投手と野手で購入できる店も分けられるようになった。
  - 特殊能力のパーツを店で購入することができるようになった。購入するまでは入手できる特殊能力は運次第であるが、運が良ければゲームクリアでしか入手出来なかった超特殊能力のパーツを入手できるようになった。投手と野手の店によって特殊能力の入手のしやすさが違い、投手では投手の特殊能力が入手しやすく、野手では野手の特殊能力が入手しやすい。
- 野球人形を完成すると、完成するたびに毎回選手として「残す」か「残さない」のどちらか選ぶことが出来、「残す」を選ぶことでパワポケPを10P獲得して選手登録できる上報酬がもらえ、「残さない」を選んだ場合は報酬をもらうだけになる。報酬は「残す」と「残さない」はどちらも同じである。
- うろつきやイベントなどで野球人形の依頼が発生し、依頼で決められた能力を達した状態で完成して納品することで、依頼のお礼で通常よりも多くのお金やアイテムのボーナスがもらえる。依頼がなくても、能力の合計に応じてお金だけもらうことも出来る。前作では決められた場所にいる状態で野球人形を完成させて納品しないと依頼した人の報酬がもらえなかったが、今作では場所に関係なく依頼を受けて納品する前に依頼者の条件を選んで納品することが出来るようになった。

### あらすじ
中学校の野球部に入っている主人公は野球部の練習をしていて、練習中にボールが草むらのところへ飛んでいき、主人公はボールを取りに行くのであった。
ところが、草むらのところに怪しい深い穴があり、主人公は誤って穴に落ちてしまった。
穴に落ちた主人公は助かったものの、落ちた先の世界ははるか昔の江戸時代の世界であった。

### 登場人物
括弧内はグラフィックのもとになっている人物と初登場作品。

#### 主要人物
主人公
ごく普通の中学生。野球部の練習中に謎の穴に落ちてしまい、異世界に入り込んでしまった。そこでも生活できるあたり適応力は非常に高い。
コスギ（小杉優作：5）
最初の仲間。野球札の巻き起こした混乱の中で行方不明になった父親を探している。面倒見が良い性格で、入れ替わる前の小杉（『5』の主人公）に近い。
二階堂まこと（二階堂真琴：13）
二人目の仲間。マダラにより札にされていたところを主人公に助けられた。野球札の実力はかなり低く、戦うたびに負けている。

#### 対戦相手
マダラ（魔多良闇ノ丞：13）
第一章のラストボスで第三章の表向きのラストボス。腕の立つ剣客だったが、結婚に失敗して仕官先を失い、現在は野球札で乱暴を働くごろつきに成り下がっている。第一章で主人公に敗れてからは諸国を旅して回り、第三章では天狗党の混乱に乗じて国盗りを企てる。
加山健作（加山健作：13）
マダラの手下。元は小杉道場の筆頭剣士だったが、野球札の時代になるとあっさりと剣を捨てた。野球札の実力は低く、マダラからも当てにされていない。後に天狗党にも参入し、さまざまな悪事に手を染める。
垣内（垣内善治：3）
第二章のラストボス。野球札の力で前のショーグンを打倒し札ショーグンになった男。その正体は主人公と同じ世界から飛ばされた異世界人で、元プロ野球選手である。
ハガネ（鋼毅：1）
垣内の忠臣。前ショーグンに煙たがられ、切腹寸前に追い込まれたところを垣内に救われた。以降彼に恩義を感じている。正義感が強く堂々とした人物。
フグリマル（布具里珠男：4）
天狗党最高幹部の忍者。非常に変わった顔の形をしており、天狗の仮面をまともに被るとかなり危ない見た目になる。それを見た相手が笑った隙に切るという術を持っている。
チバヤシ（智林昭雄：6）
天狗党の最高幹部で公家。キョウに結界を貼ってそこを支配している。天狗党を手中に収めるという野心を抱えており、ホンフーと組んでフダガミを作り出そうと考えた。
ホンフー（ホンフー：13）
ヤマシーロ地方を占領した天狗党の幹部。裏社会の顔役で、キンマン教を傀儡として資金集めをしていた。チバヤシのフダガミ降臨の計画にも協力的。
松竹珍（松竹珍：9ミニ）
イカサマ宗教「キンマン教」の教祖で「キンマン様」と呼ばれる男。ホンフーから入れ知恵を受け、インチキ商売に精を出している。後に天狗党にも参入。
商売人（生瀬ヤスシ：7）
ヤマシーロ地方で怪しげな商売をする男。まことを騙そうとしては主人公に成敗される。地方各地にいる彼は全員同一人物である。
ハルツグ（雪白晴継：8）
カムイ地方を治める天狗党の幹部。ただ天狗党の活動には興味がなく、統治のため天狗党を利用してるにすぎない。住民にはかなり評判が良い。
トウコ（雪白冬子：8）
ハルツグの妹。「10裏」同様幼い少女の姿で登場する。カムイ地方のみんなのことが大好き。
ウタノ（蕪崎詩乃：6）
チマの関所の番人。シスターの服を着ているが、これは単に異国の服が気に入ったから着ているだけで全く意味はない。トウコには滅法甘い。
シロタ（城田鉄幹：9）
ハルツグお抱えの料理人。料理の腕は確かで、シェフ侍と呼ばれている。カムイ地方の住民からは慕われている。
オロチ（神条紫杏：10）
ホクロク地方を占領する天狗党の幹部。メガネをかけており、語尾に「オロチ」をつけて喋る。その正体はふぁんでの生産のための環境破壊に怒ったヤマタノオロチで、世の中への不満を募らせていたシアンへとりついていた。
シアン（神条紫杏：10）
ホクロク地方の町医者。「私」よりも「公」を優先する女性。オロチに身体を乗っ取られてたが、実際には精神力により身体の所有権を取り戻していた。しかしシアンも「とりつかれている状態」を演じていたので結局行動はさほど変わらなかった。
大統領（大統領：6）
トカイドー地方を支配する天狗党の幹部。元はアメリカの船大工で、船が難破した所を地元の漁師に助けられた。何かにつけてこの国は遅れていると思っており、無茶な改革を断行しては失敗している。
カキモト コウヘイ（柿元晃平：11）
フウシュウ地方を治める天狗党の幹部。天狗党を利用して野球札を手に入れ、地方の民のためだけの排他的な政治を行なっていた。地元ではアイドル的な人気を誇っている。
カキモト ユウヘイ（柿元雄平：11）
コウヘイの弟。優れた頭脳と知識で兄を助けている。表サクセス同様兄を尊敬しているが、彼に対する発言は何かと不穏で常軌を逸している。
ナオ（高科奈緒：10）
札侍。フウシュウに住む妹を探して全国を旅していた。余所者だがコウヘイに頼み込みミマグニを警備している。
シズヤ（シズヤ：11）
キュウコク地方を支配する天狗党の幹部で巫女たちの長。神託を受ける力を持つ。政治には興味がなく、神託に従って天狗党に加入した。
一ノ宮桜華（一ノ宮桜華：13）
かつてキュウコク地方を収めていた一ノ宮家の姫君。武家の他の者が巫女に敗れた後も、神託により一人札にされなかった。非常に真面目な性格。
浅井漣（浅井漣：12）
シマバラの巫女たちのナンバー2。ダザイフを治めている。負けず嫌いで、ダザイフを放置していたりするなどややいい加減な性格。
深草若葉（深草若葉：13）
桜華の側近。気弱な性格だが口は堅い。キュウコクが巫女に支配された際、深草家から人質に出されて巫女になった。
ワカナ（御室若菜：10）
キョウの札侍。許嫁はショウマ。イヌイに敗れ、切腹を申しつかった許嫁を救うためイヌイを倒そうと思っている。
イヌイ（犬井灰根：11）
キョウの札侍。御前試合でショウマを相手に完勝するなど高い実力を持つ。腕にも自信がある模様。
おイヌ様（スメル：10）
野球仙人の飼い犬。何故か野球札を扱うことができ知能が高い。仙人にあまり構ってもらえないストレスから、人々を次々札に変えていた。
紅紫（マゼンタ：14）
ランダムで札勝負を挑んでくる。気さくな性格の女性。姿は表サクセスのものと同一。
ルチア（ルチア：14）
ランダムで札勝負を挑んでくる。南の島出身の神様。姿は表サクセスのものと同一。
ユウキ（雨崎優輝：13）
垣内に倒された前ショーグンの一族、マツダイラ家の長男。旅の途中で別れた妹のチハヤを探している。
チハヤ（雨崎千羽矢：13）
ユウキの妹。器量は良いが悪戯好き。展開によってはホンフーに倒され、フダガミの母体にされてしまう。
フダガミ（ハームレス：14）
本作の真のラストボス。チバヤシの策略で作り出された魔物。チハヤの魂を真似て作られたため、外見が彼女そっくりである。口から人間を野球札に変えるビームを吐くことができる。

#### その他
野球仙人（野々村耕造：2）
修行により高い魔力を得た者。『2』『3』『ダッシュ』で登場した野球仙人とは別の存在。
術の失敗で別世界から誤って呼び出してしまった垣内に、その場を誤魔化すため野球札を作る力を与えた。ところが彼の力が思いの外強くなってしまい、やむなく主人公を呼び出して垣内を倒させた。いわば本作の元凶ともいうべき人物。
カメダ（全作品共通）（亀田光夫：1）
時間犯罪者。様々なフィクション世界を旅して回るが、そのたびに敗北を重ねてきた男。『2』『6』を除く全作品の裏サクセスに登場している。
今回は小杉道場の隣に住むカラクリ屋として主人公に接触してくる。だが正体は天狗党の首領で、例によって本作の黒幕。垣内同様に野球札を作る能力を持つが、札勝負の実力は低い。
終盤にはムサシ地方を占拠しエド城で主人公と対峙。野球札の勝負がお互いの距離10メートル以内でないと始まらないという点を利用し、高さ18メートルのガンダーロボを用いた武力行使に出る。だがマダラに天守閣から勝負を挑まれ、あっさり札にされてしまう。
エピローグでは表サクセスの世界から飛んできたジオット・セヴェルスを部下にするも、すぐに彼に主導権を奪われてしまい、別世界に飛んでやり直そうとする。
ところがガンダーロボはジオットにより新しくパスワードが設定されており、それすらもできなくなってしまった。こうしてカメダの旅はついに終わりを迎えたのであった。
サラ（芳槻さら：10）
ナオの妹。家庭の事情で姉とは別れてフウシュウで暮らしている。表サクセスとは異なり仲違いはしていない。
ショウマ（天道翔馬：10）
ワカナの許嫁。無鉄砲で短気な性格。御前試合にてイヌイに札勝負で惨敗し、殿から切腹を言いつけられてしまう。
泉の精霊（ブラック/芹沢真央：7）
自称泉の精霊。ランダムでカード4枚と引き換えに札のかけら1枚をくれる。姿は表サクセスのものと同一。
空鬼（エアレイド：12）
主人公の50倍は生きる幽霊。ランダムでカードの交換を持ちかけてくる。姿は表サクセスのものと同一。
ジオット・セヴェルス
特定の条件を満たすと登場。表サクセスに登場したジオット・セヴェルスとは同一人物である。
表サクセスでカタストロフに失敗し、次元の裂け目に飛び込んだ末、この世界に流れ着いた。カメダの部下になった後は彼との主従関係をあっさりと逆転させ、彼の野望に引導を渡した。

## トツゲキ甲子園
グッピーに変わる新しい試合進行によるサクセス。今まで物語が無くひたすら試合を勝ち続けるだけのモードだったが、本作は物語が有り本格的になった。物語が表サクセスと無関係でパラレル。

### グッピーの変更点
システム面は前作のグッピーをベースにしているが、いくつかの変更点がある。
- ストーリーを導入。
  - 主人公の概念を導入し、主人公の視点でストーリーを進める。
- ゲーム開始時の設定する項目を追加・変更。
  - 難易度選択が追加された。難易度によって試合の難しさに加え、所属する監督やマネージャーなどの環境が変化する。
  - オプション設定の守備と投球にオートが選べるようになった。
  - 試合形式は通常勝負に固定され、ギリギリ勝負が選べなくなった。
  - グッピーでは全試合DH（指名打者）制が採用されたが、今回は高校野球が舞台なので、DH制が採用されていない。
- 成長タイプに特殊能力を取得しやすくなる「特殊能力」が追加された。
- クリア条件と選手登録条件を変更。詳細は後述。
- 戦った高校の選手を仲間にすることができるようになった。詳細は後述。
- リセット回数が表サクセスと同様、5回までやり直すことが出来るようになった。
  - 選手登録が出来るようになっても、負けた時点でゲームオーバーになるようになった。
  - 5回目でゲームオーバーになった場合、自動的に選手登録へ移行される。
  - ゲームオーバーは地区大会からで、練習試合で負けてもゲームオーバーにならず、先へ進むようになった。ただし、能力アップはせず、相手高校の選手を助っ人に加えることもできない。
- セーブファイルは1つのみになった。
- 地区大会以降の試合からは野手の調子が投手と同じようにランダムになり、全員絶好調になることはなくなった。
- 登板できる先発投手は1人だけだった制限がなくなり、試合が始まってから後で先発投手を交代することが出来るようになった。
- メインポジションではない守備を試合を数回守れば、守っていたポジションをサブポジションに出来るようになった。

### チーム概要
所属するのはパライソ学園である。グッピーと違い、難易度によってチームの初期能力が違う。
今作では主人公の概念が追加されたため、主人公を視点で進めていく。主人公の初期能力はチームメイトと同じく、難易度によって変化する。
能力の上がり方は今までのグッピーと同じであるが、成長タイプに新しく特殊能力のタイプが追加された。
チームを登録する場合は難易度「やさしい」で、選手一人を登録する場合は難易度「ふつう」にすることをおすすめする。

### 仲間
今までは試合に勝って選手を強化するだけであったが、今作は新たに対戦した高校に勝てばその高校にいる主力選手を仲間にすることができるようになった。
- 対戦相手は歴代サクセスの高校野球編で登場した高校が登場する。
- 仲間にできるのは地方大会決勝戦までで、甲子園大会からは仲間にすることはできない。
- 仲間にできるのは投手・野手共に2人ずつ。それ以上は仲間に加えることはできない。
- 一部の高校では仲間になる選手が2人いても、どちらか1人しか仲間にすることができない。
- 条件を満たさないと仲間にできない人物もいる。
- 仲間になる選手は選手登録できないが、チーム登録では仲間になった選手も登録することが出来る。

### 試合
試合は全部で13試合まであり、内容によって試合数が異なる。
- 練習試合：3試合
- 地方大会：5試合
- 甲子園大会：5試合

### 難易度
今作では新しくゲーム開始時に難易度選択が可能になった。
選べる難易度は「やさしい」「ふつう」と難易度の2種類であるが、ある条件を満たすと「むずかしい」が選べるようになる。
難易度の違いは以下の通り。
- 野球部の環境が異なる。
- 登場する監督とマネージャーが異なる。
  - やさしい：車坂総志（パワポケ10）・霧島玲奈（パワポケ7）
  - ふつう：村田克哉（パワポケ13）・木村冴花（パワポケ13）
  - むずかしい：田中みゆき（パワポケ4）・神木唯（パワポケ4）
- ストーリーは同じであるが、イベントが異なる。
- 開始時の主人公とチームメイトの能力が違う。
  - 主人公の能力は「やさしい」では普通、「ふつう」では強め、「むずかしい」では低めである。
  - チームメイトの能力は「やさしい」では強め、「ふつう」では普通、「むずかしい」では低めである。
- 甲子園大会決勝戦で対戦する高校が違う。
- コンピュータのレベルが異なり、難易度が高いほど強くなる。
- 試合に勝った時の能力アップが異なり、難易度が高いほど上がりやすく、難易度によって能力アップしやすい能力が一部違う。
- 練習試合と地区大会、甲子園大会の試合前のBGMが異なり、過去シリーズの高校野球編に合わせたBGMになる。

### 選手登録
今までのグッピーと違い、今作では練習試合で負けてもゲームオーバーにならなく育成を続行できる。ただし、能力アップはせず、助っ人に加えることもできない。
地区大会2回戦に勝てば、これ以降の試合開始前のコマンドで「選手登録」が選べるようになる。選手登録を選択すると育成終了となるが、その時点まで育成した状態で選手登録ができ、甲子園に出場すれば選手登録の代わりにチーム登録もできるようになる。
選手登録できるようになっても、試合に負けた場合はゲームオーバーになってしまい、最後にセーブした所からやり直しになる。5回ゲームオーバーになるとファイルを消されてしまうが、グッピーと同じように選手登録が出来るようになっている場合は選手登録に移行される。
試合に勝ち抜いた結果に応じて、選手登録できる人数が変わる。
| 最終結果                                | 選手登録   | チーム登録 |
| --------------------------------------- | ---------- | ---------- |
| 地区大会以降の試合に敗退する            | 0人        | ×          |
| 地区大会2回戦勝ち抜いて、選手登録を選択 | 主人公のみ | ×          |
| 甲子園出場して、選手登録を選択          | 主人公+1人 | ○          |
| 甲子園優勝し、自動的に選手登録          | 主人公+2人 | ○          |

#### あらすじ
また暑い夏がやってくる。
運を天に任せるつもりはない、今までの努力が結果につながるだけ…、そう信じて俺達は頑張ってきた。
泣くのは勝ってからにしよう。出せる力を全て出し切ろう。
そうだ、俺達は勝つ！甲子園にトツゲキだ！

#### 登場したチーム
以下の（）の中は作中の登場時期。なお選手編成などの理由により、チーム名の変更などアレンジされた高校もある。
| チーム名                   | 初出                                               | 対戦する試合               | 仲間になる選手                   | 備考 |
| -------------------------- | -------------------------------------------------- | -------------------------- | -------------------------------- | --- |
| 極亜久高校                 | 1（主人公チーム）                                  | 地方大会1回戦              | 外籐（一塁手）か平山（投手）     | ふつうのストーリーでは『パワポケ1』の主人公が毒入り弁当を食べ、ベンチ裏で蹲っている設定                    |
| 大東亜学園                 | 1（地方大会【夏】決勝）                            | 地方大会決勝（ランダム）   | 鋼（投手）                       | |
| 聖皇学園                   | 1（甲子園大会決勝）                                | 甲子園大会4回戦            | なし                             | |
| 鎮万台高校                 | 4（地方大会【夏】1回戦）、7（地方大会【夏】2回戦） | 練習試合（ランダム）       | 布具里（投手）か阿波尾（二塁手） | 鎮台高校（4）、万台高校（7）の混成チーム                                                                   |
| 大安高校                   | 4（地方大会決勝）                                  | 甲子園大会2回戦            | なし                             | むずかしいのストーリー設定では主人公のライバルとなる高校                                                   |
| SGKGK+                     | 4（甲子園大会2回戦）                               | 地方大会2回戦              | 母部（三塁手）                   | 名称の変遷はスクール学園高校（4）→スクール学園高校学院（10） →SGKGK（12） 登場する選手は10のリアルモデル。 |
| 超最強（グレイテスト）学園 | 4（甲子園大会決勝）                                | 甲子園大会決勝（易しい）   | なし                             | |
| 花丸高校                   | 7（主人公チーム）                                  | 甲子園大会3回戦            | なし                             | 構成選手はヒーローズ(8)と同じ                                                                              |
| ジャンボ中原高校           | 7（2年目の地方大会【夏】1回戦）                    | 練習試合（ランダム）       | 鶴田（外野手）                   | |
| タクシー高校               | 10（地方大会【秋】2回戦）                          | 練習試合（ランダム）       | 江武家（投手）                   | |
| 鉄砂高校                   | 10（地方大会【夏】2回戦）                          | 地方大会4回戦              | 佐藤（投手）                     | |
| 星英高校                   | 10（地方大会決勝）                                 | 地方大会決勝（ランダム）   | 天道（投手）                     | |
| 裁判高校                   | 10（甲子園大会【春】1回戦）                        | 練習試合（ランダム）       | 聖（三塁手）                     | |
| オリエント高校             | 10（甲子園大会【夏】1回戦）                        | 甲子園大会1回戦            | なし                             | |
| 天下無双学園               | 10（甲子園大会【夏】決勝）                         | 甲子園大会決勝（普通）     | なし                             | |
| 海底高校                   | 13（校内戦2回戦）                                  | 練習試合（ランダム）       | 澄原（投手）                     | 13での名称は海底分校                                                                                       |
| 先行高校                   | 13（地方大会1回戦）                                | 練習試合（ランダム）       | 鏡（投手）                       | |
| 高校キング                 | 13（地方大会2回戦）                                | 地方大会3回戦              | 国王（投手）                     | |
| 混黒高校                   | 13（地方大会決勝）                                 | 地方大会決勝（ランダム）   | 雨崎（捕手）                     | |
| デビル高校                 | 本作オリジナル                                     | 甲子園大会決勝戦（難しい） | なし                             | 上述の登場チームに所属している登場選手以外の今まで高校野球サクセスで初登場した選手のアレンジ。             |

## 12球団収録選手
選手名および球団名は2011年8月末時点のデータを搭載したものである。シーズン終了後の選手データはおまけモードのWi-FiDLのチームダウンロードで更新可能（ただし、ペナントと俺ペナのモードにセーブデータがある場合は更新できない）。チームの並び順は2011年8月末時点の順位であり、2011年シーズン終了時の順位とは異なっている。

## スタッフ
- ディレクター - 西川直樹
- 企画 - パワポケチーム
- プログラム - 岩崎一男（プログラムリーダー）、西川直樹、山本拓、三浦陵介、博多幸博
- デザイン
  - デザインリーダー - 萩原千香子
  - 2Dグラフィック - 萩原千香子、大木賢二、藤岡謙治、西村正竜、池田篤子
  - 3Dグラフィック - 島津豪
- サウンド
  - サウンドディレクター - 渋谷郁夫
  - コンポーザー - 渡邊紀如、佐藤直之、広野智章、村井美紀、田川義浩
  - サウンドデザイナー - 渋谷郁夫、妹尾拓磨、中野智晴、関根智雄、寒川真澄
  - サウンドプログラマー - 諸田直久
  - 制作協力 - 松川智禎、松藤暢彦、柏崎歩
- サクセスストーリー
  - ストーリー進行 - 西川直樹
  - ストーリー作成 - 大木賢二、島津豪、山本拓、三浦陵介、博多幸博、藤岡謙治
- デバッグ - QCC モニタリンググループ
- マーケティング
  - ディレクション - 山木雅史
  - プランニング - 上田義郎
  - パブリシティ - 戸部浩史
  - WEB - 田中裕司
  - プロダクトデザイン - 村上幸秀、好川迅
  - セールス - 若林鉄也
- ライセンス - 深田武、雫石久志
- 制作支援 - 荒木茂、遠藤勝義、林茂樹、上西隆仁、小林康治、中道誠、東出太一、山田和弘、石川聡、川崎真紀、立花さゆり、樹下奈央
- 制作協力 - 株式会社サウンズ・ユー、株式会社セイ
- 出演
  - 実況 - 堀江良信
  - 場内アナウンス - 吉川朋江（セイ）
- 選手データ作成スタッフ - 豊原浩司、北浦幸治、成田藤智 、曽我部大介、鰺坂敏則、越山光作、長本光生、清水三十六、大木賢二、村上真吾、音地亮介、森尾学、西山旭、石原俊明、博多幸博、恩田一志、濱見太輝、佐無田恵二
- パワプロクンポケット13激アツ！パワポケトーナメントで当選されたみなさま - 南保樹希、中西モモ、赤坂卓真、桜井雅月、田根颯人、新途宗一郎、勝又慎吾、丸山綾菜、中見駿、足立愛純、岩熊勇樹、久保嘉晴、菊川友太、中川賢生、飯塚朋久、角田晃明、建部龍人、竹内郁人、福本悠介、臼井絵梨奈
- (C)SoftBank HAWKS、(C)SEIBU Lions、(C)CHIBA LOTTE MARINES、(C)HOKKAIDO NIPPON-HAM FIGHTERS、(C)オリックス野球クラブ（株）、(C)Rakuten Eagles、(C)中日ドラゴンズ、(C)阪神タイガース、(C)YOMIURI GIANTS、(C)ヤクルト球団、(C)広島東洋カープ、(C)横浜ベイスターズ
- （社）日本野球機構承認、NPB BIS プロ野球公式記録使用、阪神甲子園球場公認
- プロデューサー - 兼子恭宗
- 統括プロデューサー - 藤岡謙治
- エグゼクティブプロデューサー - 上原和彦
- 制作 - パワプロプロダクション、(C)2011 Konami Digital Entertainment
- KONAMI